# Martin Chren
Martin Chren (sinh 2 tháng 1 năm 1984) là một hậu vệ bóng đá Slovakia thi đấu cho FC ViOn Zlaté Moravce.